# Artyom Alekszejevics Szilcsenko
Artyom Alekszejevics Szilcsenko (oroszul: Артём Алексеевич Сильченко; Voronyezs, 1984. február 3. –) világbajnoki bronzérmes orosz szupertoronyugró.

## Élete
Anyja unszolására 4 éves korában ismerkedett meg a vizes sportokkal, majd áttért a tornára. Számos neves edző keze alatt dolgozott, de 13 évesen felhagyott a sporttal.
2013-ban a Red Bull sziklaugró-világsorozatának (Red Bull Cliff Diving World Series) összetett bajnoka. Még ebben az évben Barcelonában, a – vizes világbajnokságok történetében első alkalommal rendezett 27 méteres – férfi szupertoronyugrás (sziklaugró) versenyszámában még csak a hatodik helyen végzet, két évvel későbbi, a kazanyi úszó-világbajnokságon már bronzérmesként léphetett fel a dobogóra. Ekkor 31 éves volt.
Négy évvel később a dél-koreai Kvangdzsuban rendezett vb-n a 17. helyen zárt.